# Yaakov Yitzchok Ruderman
Pour les articles homonymes, voir Ruderman.
Yaakov Yitzchok Ruderman (14 février 1900 à Daŭhinava en Russie, aujourd'hui en Biélorussie - 11 juillet 1987 à Baltimore, Maryland) est un rabbin américain d'origine russe, fondateur et Rosh yeshiva de la Yechiva Ner Yisroel de Baltimore, au Maryland.

## Éléments biographiques
Yaakov Yitzchok Ruderman est né en 1900 (Shushan Pourim 5660) à Daŭhinava en Russie, aujourd'hui en Biélorussie.
Le père de Yaakov Yitzchok, le rabbin Yehuda Leib Ruderman, est un melamed qui enseigne le Talmud à Daŭhinava. C'est un disciple de Sholom Dovber Schneersohn, le cinquième Rebbe (guide spirituel) du mouvement hassidique Habad-Loubavitch (le Rashab).
Sa mère meurt quand il est en bas âge.
C'est le dernier né de la famille, le premier et seul fils, après 6 filles.

### Études
Il étudie à la Yechiva de Slobodka (Yeshivas Knesses Israel), sous la direction du rabbin Nosson Tzvi Finkel et du Rosh yeshiva, le rabbin Moshe Mordechai Epstein, dont il reçoit l'ordination rabbinique (Semikha) en 1926.
Parmi ses condisciples à Slobodka, on note le rabbin Yaakov Kamenetsky (cousin de son père), le rabbin Reuven Grozovsky, le rabbin Aharon Kotler et le rabbin Yitzchok Hutner.

### États-Unis

#### New Haven, Connecticut
En 1930, Yaakov Yitzchok Ruderman rejoint son beau-père, le rabbin Sheftel Kramer, qui dirige une yechiva à New Haven, au Connecticut.

#### Cleveland, Ohio
En 1931, Yaakov Yitzchok Ruderman va enseigner à la yechiva de Cleveland, Ohio.

#### Baltimore, Maryland
En 1933, il s'installe à Baltimore, au Maryland. Il y devient rabbin à condition de pouvoir ouvrir une yechiva dans les locaux de sa synagogue. Il donne le nom de Ner Yisroel (Lumière d'Israël) à sa yechiva.
La yechiva va grandir et devenir une des plus importantes yechivot des États-Unis.
Yaakov Yitzchok Ruderman dirige la yechiva pendant 54 ans, jusqu'à sa mort. Son beau-frère, le rabbin Naftoli Neuberger dirige les aspects financiers de la yechiva.

### Famille
Yaakov Yitzchok Ruderman et son épouse Chana Kramer ont une fille unique, Chana, qui épouse le rabbin Shmuel Yaakov Weinberg, qui succède au rabbin Ruderman comme Rosh yeshiva de la Yeshiva Ner Israel de Baltimore, jusqu'à sa mort en 1999. Chana Kramer est morte le 23 janvier 2012.
Yaakov Yitzchok Ruderman meurt le 11 juillet 1987 (14 Tamouz)

## Autres positions
Il devient, avec le rabbin Moshe Feinstein et le rabbin Yaakov Kamenetsky une des autorités du judaïsme orthodoxe. Il est membre des Moetzes Gedolei HaTorah.

## Œuvres
- Avodas Levi, 1926

Ses élèves publient:
- Sichos Levi
- Mas'as Levi